# 히든 (2022년 영화)
히든은 2022년에 개봉한 대한민국의 영화이다.

## 캐스팅

### 주연
- 정혜인 : 정해수 역
- 공형진 : 장판수 역

### 조연
- 조하석 : 뱀눈 역
- 박미숙 : 메이 역
- 전희연 : 문신녀 역
- 홍성오 : 점박이 역
- 정경호 : NIS선배 역
- 곽민호 : 빡대가리 역

### 그 외 출연
- 유지후 : 최미정 역
- 서호철 : 몸빵전문가 역
- 이훈국 : 빗자루 역
- 장용원 : 도박사 역
- 옥윤중 : 은행원 역
- 백재민 : 백유진 역
- 이관욱 : 메이수행원 역
- 이현웅 : 하우스기도 역 (우정출연)
- 홍여준 : 노숙자 역 (우정출연)
- 김인권 : 국 팀장 / 블랙잭 역 (특별출연)
- 최홍일 : 백 반장 역 (특별출연)
- 심소영 : 수학교수 역 (특별출연)
- 차민수 : 차 회장 역 (특별출연)